# Błotny Dół
Błotny Dół – wąwóz w Ojcowskim Parku Narodowym (OPN). Jest bocznym, orograficznie lewym odgałęzieniem Doliny Sąspowskiej. Uchodzi do niej około 800 m powyżej jej wylotu do Doliny Prądnika.
Błotny Dół wcina się w południowe zbocze Złotej Góry. Jest całkowicie porośnięty lasem liściastym i znajduje się w obrębie Ojcowskiego Parku Narodowego. W wylocie wąwozu znajdują się skały: Skały Lisie (po lewej) i Skała Kurowskiego i Langiewicza (po prawej). Według przekazywanych ustnie opowiadań miejscowej ludności w szałasach w Błotnym Dole schronili się uczestnicy powstania styczniowego podczas dżdżystej zimy 1863 roku.
U wylotu Błotnego Dołu na dnie Doliny Sąspowskiej znajduje się płaska łąka, na której Instytut Ochrony Przyrody i Zasobów Naturalnych PAN w Krakowie prowadzi badania faunistyczne i florystyczne. Nad potokiem Sąspówka w okolicach wylotu Błotnego Dołu i tej łąki rośnie rzadki gatunek ciepłolubnej rośliny- ułudka leśna (Omphalodes scorpioides).
W skałach Błotnego Dołu znajdują się  schrony jaskiniowe: Schronisko Dwuotworowe w Błotnym Dole i Schronisko w Lisich Skałach.